# Dariusz Walencik
Dariusz Grzegorz Walencik (ur. 25 września 1974 w Tychach) – kapłan archidiecezji katowickiej, prawnik, kanonista i historyk, doktor habilitowany nauk prawnych, profesor na Wydziale Prawa i Administracji Uniwersytetu Opolskiego.

## Życiorys
Jest synem Witolda Walencika (zm. 2015) i Bronisławy z domu Chowaniec. Święcenia kapłańskie przyjął w 1999. Jest kierownikiem Zakładu Prawa Konstytucyjnego i Wyznaniowego Uniwersytetu Opolskiego. Od 2008 pełni funkcję wiceprezesa zarządu Polskiego Towarzystwa Prawa Wyznaniowego (w 2016 ponownie wybrany na tę funkcję). W latach 2009–2012 redaktor naczelny Przeglądu Prawa Wyznaniowego.
W 2014 został mianowany przez abp. Wiktora Skworca wikariuszem biskupim ds. prawno-administracyjnych oraz ekonomem archidiecezji katowickiej.

## Ważniejsze publikacje
- Przeszłość historyczna Imielina i jego mieszkańców, Imielin 2003.
- Rewindykacja nieruchomości Kościoła katolickiego w postępowaniu przed Komisją Majątkową, Lublin 2008
- Prawo wyznaniowe w Polsce (1989–2009). Analizy - dyskusje - postulaty (redaktor naukowy), Katowice - Bielsko-Biała 2009.
- Finansowanie związków wyznaniowych w krajach niemieckojęzycznych i w Polsce, (redaktor naukowy wspólnie z Marcinem Worbsem), Opole 2012
- Nieruchomości Kościoła katolickiego w Polsce w latach 1918–2012. Regulacje prawne - nacjonalizacja - rewindykacja, Katowice 2013

## Odznaczenia
W 2014 Prezydent RP na wniosek Ministra Administracji i Cyfryzacji "za zasługi w działalności na rzecz rozwoju nauki prawa wyznaniowego" odznaczył go Srebrnym Krzyżem Zasługi.